# Virginia Slims of New Orleans
Il Virginia Slims of New Orleans è stato un torneo femminile di tennis che si disputava a New Orleans negli USA. Dal 1984 al 1987 si è disputato su campi in sintetico indoor, nel 1988 sul cemento all'aperto. Nella sua ultima edizione è stato inserito nella categoria Tier III del WTA Tour.

## Albo d'oro

### Singolare
| Anno | Campionessa         | Finalista     | Punteggio     |
| ---- | ------------------- | ------------- | ------------- |
| 1984 | Martina Navrátilová | Zina Garrison | 6–4, 6–3      |
| 1985 | Chris Evert-Lloyd   | Pam Shriver   | 6–4, 7–5      |
| 1986 | Martina Navrátilová | Pam Shriver   | 6–1, 4–6, 6–2 |
| 1987 | Chris Evert         | Lori McNeil   | 6–3, 7–5      |
| 1988 | Chris Evert         | Anne Smith    | 6–4, 6–1      |

### Doppio
| Anno | Campionesse                        | Finalista                             | Punteggio     |
| ---- | ---------------------------------- | ------------------------------------- | ------------- |
| 1984 | Martina Navrátilová / Pam Shriver  | Wendy Turnbull / Sharon Walsh         | 6–4, 6–1      |
| 1985 | Chris Evert-Lloyd / Wendy Turnbull | Mary Lou Daniels / Anne White         | 6–1, 6–2      |
| 1986 | Candy Reynolds / Anne Smith        | Svetlana Černeva / Larisa Neiland     | 6–3, 3–6, 6–3 |
| 1987 | Zina Garrison / Lori McNeil        | Peanut Louie-Harper / Heather Ludloff | 6–3, 6–3      |
| 1988 | Beth Herr / Candy Reynolds         | Lori McNeil / Betsy Nagelsen          | 6–4, 6–4      |